# Flock (браузер)
Flock (с англ. — «толпа», «стая», «паства») — браузер, особенностью которого является интеграция социальных сетей и Веб 2.0 в пользовательский интерфейс.
Ранние версии Flock использовали браузерный движок Gecko от Mozilla. Версия 2.6.2, выпущенная 27 января 2011 года, была последней, основанной на Firefox.
Начиная с версии 3 Flock основан на Chromium и использует движок WebKit.
Flock был доступен для бесплатной загрузки и поддерживал платформы Windows, macOS, Linux и FreeBSD.
В январе 2011 года Flock Inc. был приобретён компанией Zynga, занимающейся созданием социальных игровых приложений. Начиная с 26 апреля 2011 года для упомянутого программного обеспечения более не будут выпускаться патчи и обновления. Во избежание проблем с информационной безопасностью, пользователям Flock рекомендовано сделать выбор в пользу Firefox либо Google Chrome. Сообщается, что причиной сворачивания проекта послужил переход команды разработчиков браузера под крыло компании Zynga для разработки игр.

## Возможности
- «drag-and-drop» — возможность работать с браузером, перетаскивая его элементы управления и элементы веб-страницы;
- расширенные средства работы с RSS;
- как замена обычным закладкам используются социальные закладки Delicious;
- использование сервиса Technorati для ключевых слов (см.: фолксономия);
- интеграция с социальными сетями, такими как Facebook, Twitter, LinkedIn;
- простой поиск фотографий и видео по YouTube, Flickr (в том числе и для публикации картинок в блогах), truveo.com;
- Webmail — интеграция с Gmail, Yahoo! Mail и AOL Mail;
- загрузка фотографий, поддерживаются: photobucket.com, picasaweb.google.com, piczo.com;
- онлайн-хранение закладок на delicious.com и ma.gnolia.com, возможность обмениваться закладками (Shared Bookmarks) и держать их на FTP (Remote Bookmarks).

## Награды
- Open Web Award в 2007 году;
- Webby Awards в 2008 году;
- SXSW в 2008 году;
- Eddy Winner в 2008 году.